# Gabriel Roberto Sabbiao
Gabriel Roberto Sabbiao Rodríguez es un ex ciclista profesional brasileño. Nació en Sao José do Rio Preto el 23 de diciembre de 1961. Fue profesional desde 1987 hasta 1990.

## Palmarés
1987
- Vuelta a Navarra
- Vuelta a Toledo

## Equipos
- Reynolds (1987-1989)
- Salgueiros-Landimar (1990)